# Vireo hypochryseus
Vireo hypochryseus là một loài chim trong họ Vireonidae.